# Litogynodiastylis ambigua
Litogynodiastylis ambigua is een zeekommasoort uit de familie van de Gynodiastylidae. De wetenschappelijke naam van de soort is voor het eerst geldig gepubliceerd in 1946 door Hale.